# Col du Bos
Le col du Bos est un col routier situé dans le Massif central en France. À une altitude de 815 mètres, il se trouve en région Nouvelle-Aquitaine, dans le département de la Corrèze, au cœur des Monédières.

## Géographie

### Situation
Au nord du suc au May, le col est situé près du hameau de Bos à proximité de la route départementale 128. Il se trouve entre l'extrême nord du territoire de la commune de Saint-Augustin, par un corridor géographique, et le sud de Veix. Il s'inscrit dans le périmètre du parc naturel régional de Millevaches en Limousin. 
Le col du Bos est situé en bordure du site préservé des landes des Monédières classé en zone Natura 2000, un espace naturel et sauvage, d'une superficie de 244 hectares, étagé à des altitudes allant de 635 mètres à 908 mètres (sommet du suc au May). Cette zone, la moins peuplée de tout le massif des Monédières avec moins de 5 habitants au km2, est bordée par les villages de Saint-Augustin (427 habitants) et Chaumeil (158 habitants), et les hameaux de Bos, de La Monédière et de Freysselines qui sont occupés au total par une dizaine de familles seulement.

## Activités

### Cyclisme
Il était compris dans le circuit du critérium cycliste en circuit du Bol d'or des Monédières, créé en 1952 par l'accordéoniste Jean Ségurel. Cette course se déroulait jusqu'en 2002 sur un circuit de 21,4 km dans le massif des Monédières et a compté parmi les vainqueurs Jacques Anquetil, Raymond Poulidor, Bernard Hinault, Laurent Fignon, Laurent Jalabert, Cédric Vasseur, etc.
Le col du Bos a été escaladé à plusieurs reprises par le peloton du Tour du Limousin-Nouvelle-Aquitaine.